# Carlos Cano Jiménez
Carlos Cano Jiménez, maestro de fotografía mexicano, nacido en el estado de Veracruz.
Estudió la carrera de Artes Visuales en la Escuela Nacional de Artes Plásticas, "San Carlos" de la UNAM en México DF, (de 1971 a 1974), y la especialidad en Fotografía en la Facultad de Artes Plásticas de la Universidad Veracruzana (de 1975 a 1977). 
En el año de 1977 obtiene el primer premio nacional para estudiantes de Artes Plásticas de Aguascalientes. Ese mismo año inicia su trabajo en la Universidad Veracruzana en la ciudad de Veracruz.
A lo largo de su trayectoria ha asistido a varios cursos de fotografía, al tiempo que ha impartido clases de la misma disciplina artística a distintas generaciones, ya que se desempeñó, de 1983 a 2001, como coordinador y maestro de fotografía en los Talleres de Artes Plásticas de la Universidad Veracruzana. 
Sus trabajos han sido publicado en varias revistas como: Revista de la Galería, Tierra Adentro, Revista del Museo de Arte Moderno, Vía Libre y México Desconocido.

## Premios y reconocimientos
- Primer Premio Nacional de Pintura, en el Concurso Anual para Estudiantes de Artes Plásticas, Aguascalientes (1977).

- Premio Especial en el Concurso Fotográfico Anual de la revista Geomundo (1993).

- Primer lugar en el Concurso Internacional COM-FOT (1994).

- Las Palmas de Oro "Premio a la excelencia fotográfica", otorgado por el Círculo Nacional de Periodistas de la Ciudad de México (1995).

- Primer lugar en el concurso sobre la Naturaleza, organizado por la UNESCO.

## Exposiciones
Desde 1977 Cano ha presentado numerosas exposiciones tanto individuales como colectivas en estados como Veracruz, Puebla, Tlaxcala, Jalisco, Sinaloa, Michoacán, Campeche y Baja California. También su trabajo ha sido exhibido en la primera Bienal de Venecia (Italia), Budapest (Hungría), en la Universidad de Caracas (Venezuela), Washington D. C., Nuevo México y en el Centro Financiero de Arizona (EUA).
Exposiciones individuales y colectivas de 1983 a 1990
- Galería Tierra Adentro (México DF).
- Palacio de Minería (México DF).
- Hospicio Cabañas (Guadalajara).
- Casa de la Cultura de Guadalajara.
- Galería del Consejo Mexicano de Fotografía (México DF).
- Galería Ramón de Alva de la Canal (Xalapa).
- Instituto Veracruzano de la Cultura IVEC.
- Museo de la Ciudad (Veracruz).
- Galería de los Talleres Libres de Artes Plásticas (Veracruz).
- Teatro del estado (Xalapa).
- Galería de la Escuela Esmeralda (México DF).

Otras exposiciones
- En 2001 presenta sus murales fotográficos "Tajin", "Olmeca" y "Ulua", mismos que hasta la fecha se presentan en el World Trade Center Veracruz.

- En 2002 Participa en la exposición colectiva "El toro por los cuernos"

- En 2006 participa en la exposición colectiva de "Arte Erótico" en la Galería Curiel de Xalapa (México) junto con los artistas: Miguel Fematt, Marco Veneroso, Thomas Strobel, Cuauhtémoc García, Kari Torres, Mara Cárdenas - Lunara, Patricia Blanco, René Torres, H. Xavier Solano, Mateo Torre, Arturo García, Nicolás Guzmán, Yaen Tijerina, Irais Esparza, Yan Quirarte, Alberto Orozco, Fernando Contreras, Hugo Curiel.

- En 2007 participa, junto a Miguel Fematt, en la exposición fotográfica: "Esencia y Representación. Fotografías de lo Jarocho", en la Galería Veracruzana del World Trade Center de Veracruz.

- En 2009 es nombrado Director de la Fototeca de Veracruz, por el Instituto Veracruzano de Cultura.

- En 2009 forma parte de la comisión de intercambio cultural con Chile.

- En 2010 organiza la exposición "Heroes y Caudillos" como parte de las celebraciones del bicentenario de la independencia.

- En 2010 se publica el libro "Heroes y Caudillos" compuesto por una selección de imágenes seleccionadas por Carlos Cano Jiménez